# Família Palavuni
Palavuni ou Pahlavuni (em armênio/arménio: Պահլավունի) foi uma família nobre armênia que adquiriu grande proeminência no final do século X durante os últimos anos do Reino da Armênia da dinastia Bagratúnio.

## História
Eram um ramo da família Camsaracano que esteve próxima de ser aniquilada após a conquista árabe da Armênia no século VII. Em 774, os Camsaracanos participaram na revolta anti-árabe da Armênia. A derrota armênia na batalha de Bagrauandena em abril de 775 foi seguida pela implacável supressão da oposição nos anos seguintes. Os Camsaracanos foram forçados a vender aos Bagrátidas armênios seus principados em Airarate-Arsarúnia e Siracena e perderam sua importância. Aqueles que sobreviveram foram exilados e/ou tornaram-se dependentes de outras famílias, principalmente os Arzerúnios e os Bagrátidas.
No século XI, nos últimos anos do Reino Armênio restaurado pelos Bagrátidas, os Palavunis controlaram e construíram/reconstruíram várias fortalezas em toda a Armênia tais como Amberde e Bjni e desempenharam um papel significativo nos assuntos do país. De acordo com Cyril Toumanoff, após a destruição da monarquia bagrátida e a abdicação em 1045-1046 do príncipe Gregório em favor do imperador bizantino Constantino IX Monômaco (r. 1042–1055), os Palavunis migraram para a Cilícia. Conhecidos agora como Hetúmidas, desempenharam a função de príncipes de Lampron e, após 1226, senhores do Reino Armênio da Cilícia. Toumanoff considera que os Zacáridas, que desempenharam um papel decisivo na história da Geórgia do século XII ao XIV, foram outro ramo dos Palavunis.

## Biografia
- São Narses de Lampron (2007). Commentary on the Revelation of Saint John. [S.l.]: Peeters Publishers. ISBN 9042918667

- Whittow, Mark (1996). The Making of Byzantium, 600–1025 (em inglês). Berkeley e Los Angeles: University of California Press. ISBN 0-520-20496-4